# Galtellì (stolica tytularna)
Galtelli (łac. Galtellinensis, wł. Diocesi di Galtelli) – stolica historycznej diecezji w Italii erygowanej w XII wieku, a włączonej w 1495 w skład archidiecezji Cagliari.
Współczesne miasto Galtelli znajduje się w prowincji Nuoro we Włoszech, na Sardynii. Obecnie katolickie biskupstwo tytularne ustanowione w 2004 przez papieża Jana Pawła II.

## Biskupi tytularni
| Lp. | Biskup                         | Funkcja                                     | Od             | Do             |
| --- | ------------------------------ | ------------------------------------------- | -------------- | -------------- |
| 1   | Joaquim Giovanni Mol Guimarães | biskup pomocniczy Belo Horizonte (Brazylia) | 11 lutego 2006 | 24 lutego 2025 |